# Closer (EP)
Pour les articles homonymes, voir Closer.
Albums de Oh My Girl
Oh My Girl
(2015) Pink Ocean
(2016)
Singles
1. Closer
Sortie : 8 octobre 2015

Closer est le deuxième mini-album du girl group sud-coréen Oh My Girl, sorti le 8 octobre 2015 mené par le titre principal du même nom.

## Liste des pistes
| 1.    | Closer      | Seo Ji-eum, Mimi    | Laura Brian, Sean Alexander                                   | 3:27 |
| 2.    | Say No More | Seo Ji-eum          | Par Almqvist, August Vinberg, Andreas Oberg                   | 3:06 |
| 3.    | Playground  | Lee Bo-ra, 72, Mimi | Kendall Gaveck, Darren "Baby Dee Beats" Smith, Sean Alexander | 3:56 |
| 4.    | Sugar Baby  | Guk Yeo-jin, 72     | K. Gaveck, D. Smith, S. Alexander                             | 4:22 |
| 5.    | Round About | Kim Yi-na, Mimi     | P. Almqvist, A. Vinberg, A. Oberg                             | 3:40 |
| 18:31 |             |                     |                                                               |      |

## Classement
| Classement (2015)              | Meilleure position |
| ------------------------------ | ------------------ |
| South Korea (Gaon Album Chart) | 6                  |